# Sorbus tobani
Sorbus tobani är en rosväxtart som beskrevs av C.Nemeth. Sorbus tobani ingår i släktet oxlar, och familjen rosväxter. Inga underarter finns listade i Catalogue of Life.